# Mark Z. Danielewski

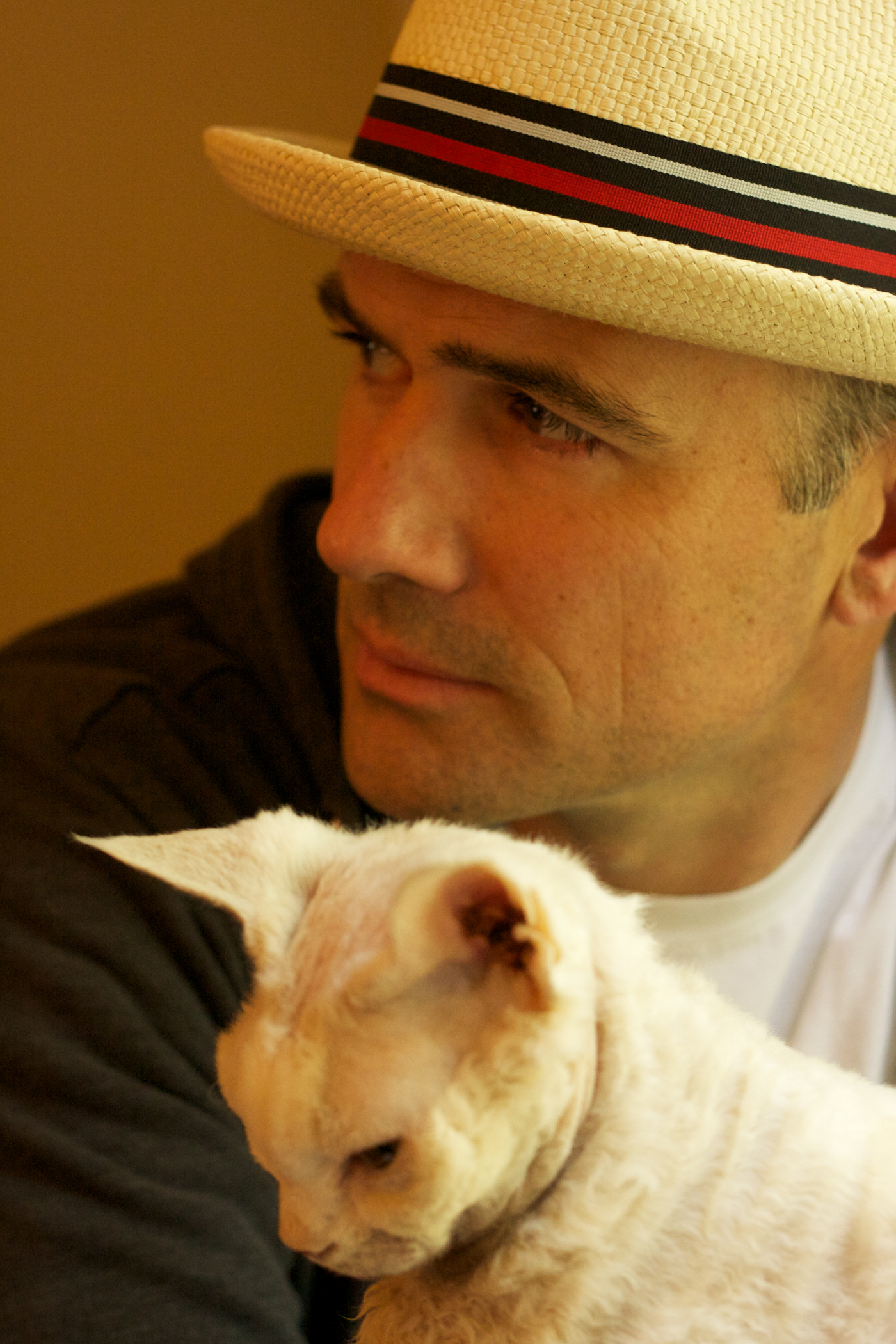
Mark Z. Danielewski (2016)

Mark Z. Danielewski (* 5. März 1966) ist ein US-amerikanischer Schriftsteller.

## Leben und Werk
Mark Z. Danielewski ist der Sohn des polnischen Filmregisseurs Tad Danielewski und seiner Frau, Priscilla Machold. Seine Schwester ist die US-amerikanische Sängerin und Singer-Songwriterin Ann Danielewski, bekannt unter dem Künstlernamen „Poe“.
Danielewski studierte Englische Literatur an der Universität Yale und nahm danach an einem Graduiertenprogramm der USC School of Cinema-Television teil. Er arbeitete im Verlagswesen und war an der Produktion des Dokumentarfilms Derrida beteiligt.
Sein im Jahre 2000 publizierter Debütroman House of Leaves wurde in den USA rasch zum Bestseller, zumal das Buch bereits eine Fangemeinde besaß, seit es im Vorfeld als Internet-Text erschienen war. Ein halbes Jahr nach House of Leaves veröffentlichte Danielewski The Whalestoe Letters, ein Begleitbuch.
Im Jahr 2009 hat der Westdeutsche Rundfunk Das Haus als Hörspiel produziert. Am 10. Dezember 2009 wurden drei Erzählebenen einer Geschichte gleichzeitig auf den WDR-Radiowellen 1Live, WDR 3 und WDR 5 gesendet, wobei der Hörer während der Sendung zwischen den Radio-Frequenzen wechseln konnte und somit den Ablauf der ineinander verwobenen Erzählebenen selbst gestalten und hörend erleben konnte. Nach der SFB-Produktion Störfunk von Olf Dziadek und Angelika Maiworm, das 1990 parallel auf den Wellen des Sender Freies Berlin lief, war dies ein weiterer Versuch eines "dreidimensionalen" Hörspiels.
Bei Der Audio Verlag (DAV) ist die WDR-Produktion auf einer DVD erschienen, die dem Hörer ermöglicht, die drei Erzählebenen durch den Wechsel der Kanäle in unendlich vielen Zusammenstellungen zu hören. Hörspiel mit Roberto Ciulli, Anna Thalbach, Wolfram Koch, Christian Redl u. a. Das Hörspiel hat den Deutschen Hörbuchpreis 2011 in der Kategorie „Das besondere Hörbuch/Beste Bearbeitung“ gewonnen.
Sein zweites Buch, Only Revolutions, erschien 2006 und wurde als Anwärter für den 2006 National Book Award nominiert. Danielewskis literarisches Werk ist durch einen experimentellen Umgang mit Textformen charakterisiert. So benutzt er kompliziert miteinander verwobene Erzählebenen, die er mit typografischen Variationen und unterschiedlichem Seitenlayout kombiniert.

## Werke
- House of Leaves (2000)
- The Whalestoe Letters (2000), Begleitbuch zu House of Leaves (in die deutsche Übersetzung größtenteils integriert)
  - Das Haus – House of Leaves (Übers. Christa Schuenke), Klett-Cotta Verlag Stuttgart 2007, ISBN 978-3-608-93777-0[1]
- The Fifty Year Sword (2005)
  - Das Fünfzig-Jahr-Schwert (Übers. Christa Schuenke), Tropen Verlag, Stuttgart 2013, ISBN 978-3-608-50126-1
- Only Revolutions. The Democracy of Two Setout & Chronologically Arranged (2006)
  - Only Revolutions. Die Demokratie von Zweien dargelegt & chronologisch angeordnet (Übers. Gerhard Falkner, Nora Matocza), Tropen Verlag Stuttgart 2006, ISBN 978-3-608-50123-0
- The Familiar Volume 1: One Rainy Day in May (2015)
- The Familiar Volume 2: Into the Forest (2015)
- The Familiar Volume 3: Honeysuckle & Pain (2016)
- The Familiar Volume 4: Hades (2017)
- The Familiar Volume 5: Redwood (2017)
- The Little Blue Kite (2019)

## Hörbücher
- Das Haus. House of Leaves, gelesen von Tom Schilling, Wolfram Koch u. a., Der Audio Verlag, Berlin 2010 ISBN 978-3-89813-995-3 (Hörspiel, 159 min)